# Gravenstein
 (avril 2020).
Si vous disposez d'ouvrages ou d'articles de référence ou si vous connaissez des sites web de qualité traitant du thème abordé ici, merci de compléter l'article en donnant les références utiles à sa vérifiabilité et en les liant à la section « Notes et références ».

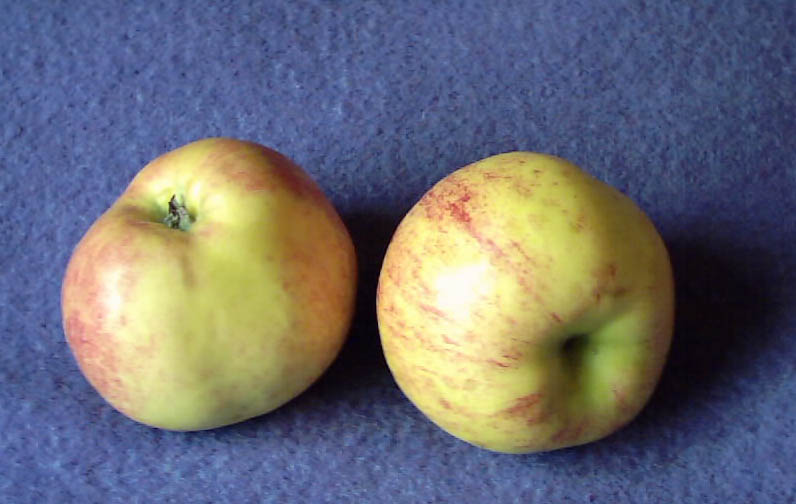
Pommes Gravenstein.

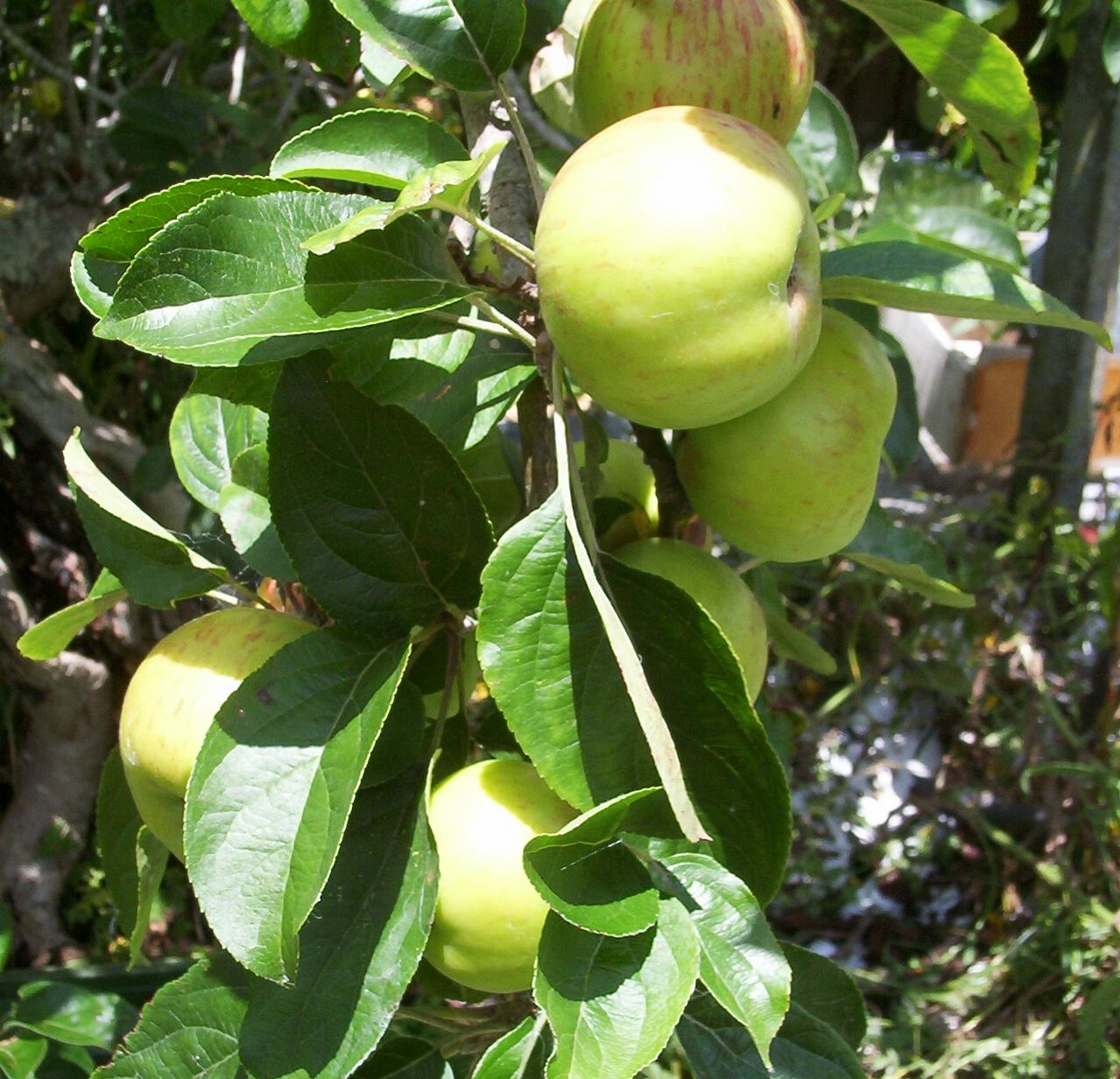
Fruit et feuilles.

Gravenstein est le nom d'un cultivar de pommier domestique.

## Origine
L'origine de cette variété est controversée. Les Français et les Anglais estiment qu'elle serait originaire d'un semis chanceux de Calville réalisé en 1760 au château de Gravenstein (Gråsten-æble en danois) appartenant aux ducs d'Augustenbourg à Gråsten, une ville du Sud Jutland au Danemark.
La variété fut ensuite très cultivée en Suède et en Norvège car elle supporte bien le froid.
Les Allemands pensent, eux, que la variété serait originaire d'Italie puis importée en Allemagne où elle a été cultivée dans le parc de Graefenstein d'où elle tire son nom. Cette deuxième option est celle privilégiée par André Leroy.
En 1822, la Royal Horticultural Society de Londres envoya des greffons de la variété aux États-Unis, où elle rencontra un très grand succès. Avant que la Californie du Nord ne devienne célèbre pour son vin, elle était célèbre pour la culture de cette variété de pomme : c'était la pomme qui était mise en conserve pour l'armée américaine pendant la Seconde Guerre mondiale. Aujourd'hui, les arbres qui ont survécu à la révolution du vin ont une seconde chance avec le retour du cidre dans les pubs américains.

## Description

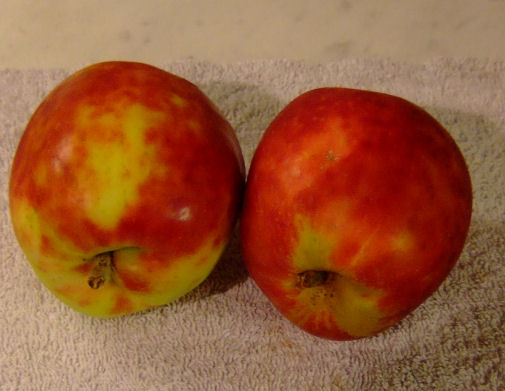
Gravenstein rouge.

La pomme Gravenstein est considérée comme une des meilleures variétés de pomme, aussi bien en pomme à couteau, en pomme à cuire (compote) ou à cidre.
De forme ronde, sa peau jaune-vert à rayures rouges est cireuse mais il existe aussi une variante entièrement rouge, la Gravenstein rouge.
Sa fine chair jaune clair est croquante, acidulée, parfumée et juteuse.

## Pollinisation

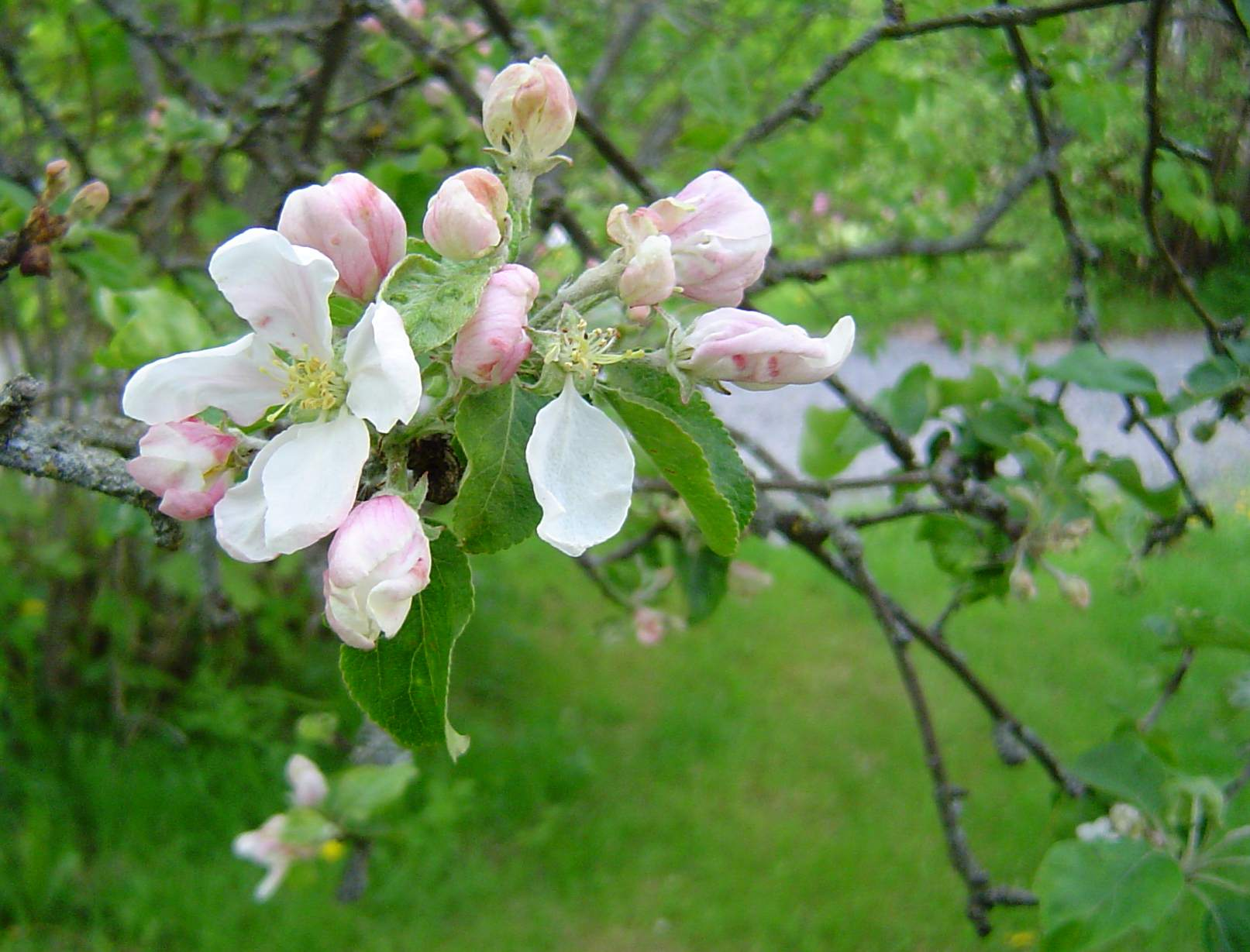
Fleurs de Gravenstein.

Variété triploïde, elle est de mauvaise qualité pollinique.
Groupe de floraison : A (précoce).
Date de floraison : pleine floraison neuf jours avant Golden Delicious.
Pollinisé par : Alkmène, Belfleur Krasnyi, Borovitsky, Astrakan rouge ou Wagener.
S-génotype : S4S11S31.

## Susceptibilité aux maladies
- Tavelure: élevée.
- Mildiou: élevée.
- Rouille: élevée.
- Feu bactérien: moyenne.

Sensible à l'oïdium et à la maladie des taches amères. 
Résiste au chancre du collet.

## Culture
Vigueur du cultivar: très vigoureux.

Le pommier Gravenstein sera donc souvent un arbre vigoureux et fertile au port érigé (Type I) qui met à fruits rapidement. Il a une écorce rouge-marron, de grandes feuilles coriaces brillantes vert foncé. Il apprécie un substrat humide.
Il a tendance à l'alternance et à la chute des fruits.
La Gravenstein se récolte dès juillet-août mais elle se conserve mal et n'est donc disponible que jusqu'en novembre, ce qui rend sa commercialisation difficile.
Pour un arbre de haute-tige, il est recommandé de l'écussonner en tête. On le greffera sur pommier paradis pour une formation en buisson ou cordon et sur doucin pour une formation en espalier.

## Zones de production

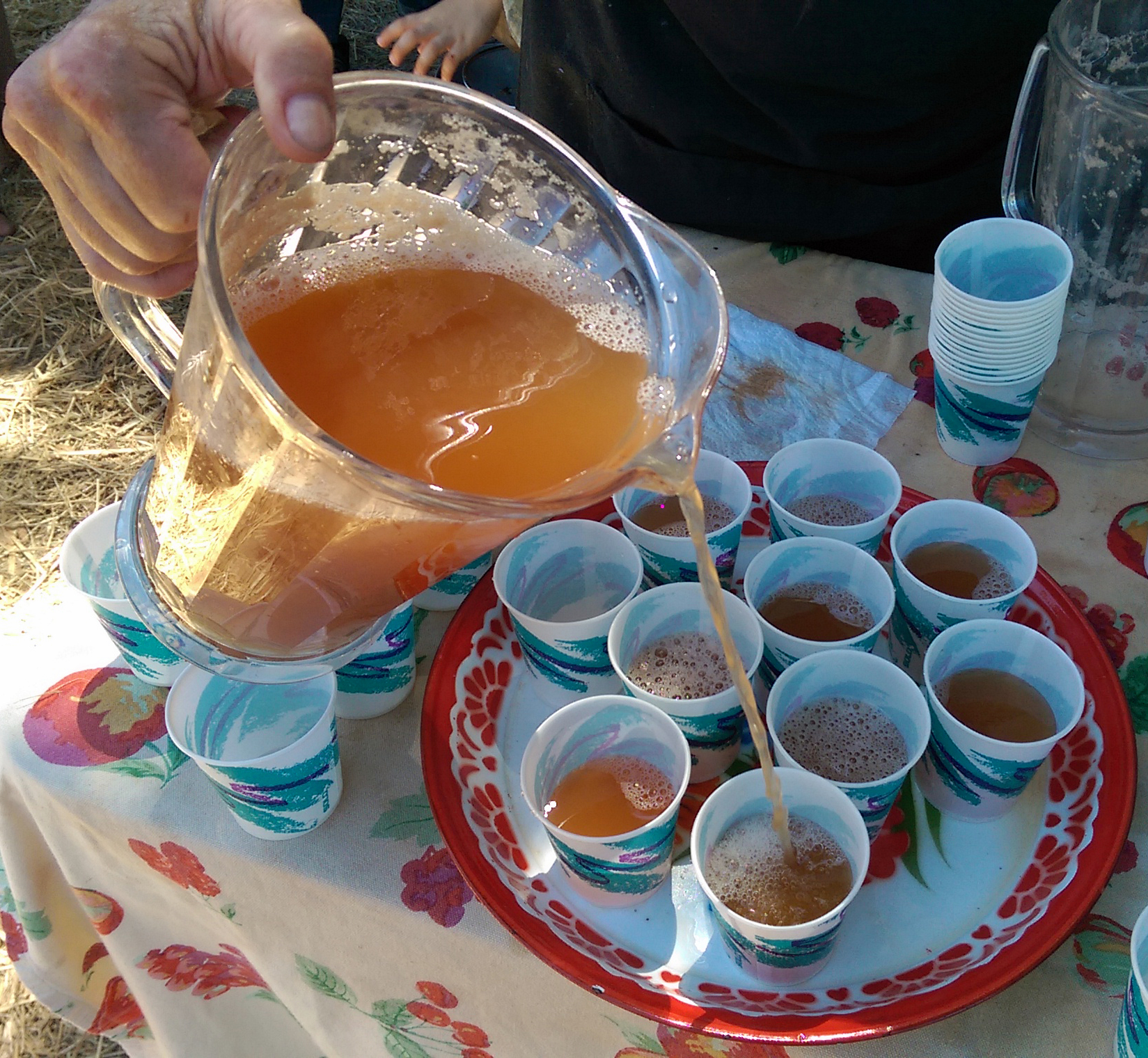
Cidre de pomme Gravenstein à la foire de la pomme Gravenstein à Sébastopol, en Californie

En Autriche, Gravenstein est utilisé pour la fabrication de l'Obstler, alcool populaire dans le Steiermark.
Au Danemark, le ministre de l'agriculture Hans Christian Schmidt a déclaré le 18 septembre 2005 que la Gravenstein était la "pomme nationale" bien que les ventes de Gravenstein baissent régulièrement.
Aux États-Unis, on les trouve plutôt sur la côte ouest, et en particulier à Sebastopol, ville du comté de Sonoma en Californie. Luther Burbank appréciait cette pomme et a déclaré : « Si la Gravenstein était disponible toute l'année, il serait inutile de cultiver d'autres variétés de pommes ». 
En 2005, Slow Food USA déclara que la pomme Gravenstein était un héritage culturel de la Californie. Il s'en produit 15 000 tonnes par an.